# Fortaleza de Hwangryong
La Fortaleza de Hwangryong (en coreano: 황룡산성) es un edificación que está hecha de piedra de Goguryeo y que se encuentra en la actualidad en el condado de Ryonggang, Nampo en Corea del Norte. Es conocida como el Tesoro Nacional Número 37 de Corea del Norte. Alcanza una altura de unos 10-11 metros, se ensancha 6-8 con circunferencia de 6,6 kilómetros.
La fortaleza jugó un papel para proteger la capital Pyeongyang durante el control de Goguryeo en el lado oeste. La pared conecta 8 picos principales y la zona montañosa de Oseok. Según el Samguk Sagi, la fortaleza fue agrandada varias veces desde el siglo V, hasta la construcción adicional que realizó Gwanggaeto el Grande. Más tarde Jangsu transfirió oficialmente la capital a Pionyang, mientras se construía una serie de fortalezas posteriormente.